# エルンスト・カジミール2世・ツー・イーゼンブルク・ウント・ビューディンゲン
エルンスト・カジミール2世・ツー・イーゼンブルク・ウント・ビューディンゲン（Ernst Casimir II. Fürst zu Ysenburg und Büdingen, 1806年12月14日 - 1861年2月16日）は、ドイツ・ヘッセン大公国のシュタンデスヘル。イーゼンブルク＝ビューディンゲン侯（在位：1848年 - 1861年）。

## 生涯
イーゼンブルク＝ビューディンゲン侯エルンスト・カジミール1世とその妻のエアバッハ＝シェーンベルク伯爵夫人フェルディナンデ（1784年 - 1848年）の間の第2子、長男として生まれた。12歳の時にプロイセン王立大学予備学校（königlich preußische Pädagogium）に送られ、マトゥラ（大学入学資格）を取得後の1826年にギーセン大学に入学し、後にベルリン歴史学・考古学高等専門学校（Berliner Hochschule Geschichte und Archäologie）で学んだ。さらに、フランス語習得のため一時的にバーゼルとジュネーヴに留学した。学業を修めた後、数年間オーストリア帝国軍に士官として勤務している。1836年9月8日にベーアフェルデンにおいて、エアバッハ＝フュルステナウ伯爵夫人テクラ（1815年 - 1874年）と結婚した。
1848年11月1日、1848年革命の余波を受けて引退を余儀なくされた父に代わり、侯爵家の当主となる。家督相続により自動的にヘッセン大公国議会（Landstände des Großherzogtums Hessen）の第1院（貴族院）世襲議員となった。ただし、すでに1841年より父に代わって議会に出席していた。ヘッセンでの革命運動の激化により、貴族院議員の代理出席の慣行は廃止され、1849年には貴族院自体が廃止された。しかしその後の反動期（Reaktionsära）の保守勢力の巻き返しにより、エルンスト・カジミールは1856年に貴族院議員の席を取り戻し、亡くなるまで務めた。晩年は長く病苦に苦しんだ後、1861年に死去し、長男のブルーノが後を継いだ。

## 子女
妻テクラとの間に3男2女の5人の子女をもうけた。
- ブルーノ・カジミール・アルベルト・エミール・フェルディナント（1837年 - 1906年） - イーゼンブルク＝ビューディンゲン侯
- アーダルベルト（1839年 - 1885年） - 1875年、イーゼンブルク＝ビューディンゲン＝ヴェヒタースバッハ侯女アレクサンドラと結婚
- エンマ・フェルディナンデ・エミーリエ（1841年 - 1926年） - 1859年、カステル＝リューデンハウゼン伯（1901年からカステル＝リューデンハウゼン侯）ヴォルフガングと結婚
- アグネス・マリー・ルイトガルデ（1843年 - 1912年） - 1865年、イーゼンブルク＝ビューディンゲン＝メーアホルツ伯家家長カールと結婚
- ロタール（1851年 - 1888年） - 1875年、ヴァッセナール＝シュターレンブルク伯爵夫人ジャクリーヌと結婚